# Тимята
Тимята —  упразднённая в 2011 году деревня в Пермском крае России. Входила в Кляповское сельское поселение Берёзовского района.

## География
Деревня находилась в юго-восточной части края, в пределах Кунгурско-Красноуфимской лесостепи, на реке Таз (правый приток реки Сылва), примерно в 7 км к юго-востоку от райцентра, села Берёзовка.
Климат
Климат характеризуется как умеренно континентальный, с продолжительной многоснежной холодной зимой и коротким умеренно тёплым летом. Среднегодовое количество осадков — 500 − 550 мм. Среднегодовая высота снежного покрова достигает 70 см.

## История
Согласно Закону Пермского края от 17 ноября 2011 года N 863-ПКфактически слившиеся деревня деревня Марково и деревня Тимята преобразованы в один населенный пункт деревня Марково.

## Население
| 2010 |
| ---- |
| 11   |

Национальный состав
Согласно результатам переписи 2002 года, в национальной структуре населения русские составляли 97 % из 34 чел..

## Топографические карты
- Лист карты O-40-91 Усть-кишерть. Масштаб: 1 : 100 000. Состояние местности на 1980 год. Издание 1987 г.